# Franciszków (Ożarów Mazowiecki)
Franciszków – centralna część miasta Ożarów Mazowiecki o charakterze rezydencyjno-przemysłowym. Centrum Franciszkowa rozpościera się między ulicą Poznańską a torami kolejowymi, w rejonie ulic Spacerowej i Mickiewicza.
Zasięgowi Franciszkowa odpowiada obręb ewidencyjny 08 (TERYT 143206_4).

## Historia
Franciszków powstał pod koniec XIX wieku jako zachodnia kolonia wsi Ożarów, należącej od 1867 do gminy Ożarów w powiecie warszawskim w guberni warszawskiej. W 1901 roku we Franciszkowie powstała huta szkła Ożarów, stanowiąca początek rozwoju przemysłu na terenie dzisiejszego Ożarowa Mazowieckiego. Od 1919 w Polsce, w województwie warszawskim. W wyniku parcelacji wsi Ożarów w 1929 roku wyrosła sieć osiedli wzdłuż historycznego traktu zachodniego, w tym Mickiewicza, Franciszków, Zientarówka i Balcerówka. 20 października 1933 utworzono gromadę Ożarów w granicach gminy Ożarów, składającą ze wsi Ożarów, kolonii Franciszków i wsi Jarzębówek.
Podczas II wojny światowej w Generalnym Gubernatorstwie, w powiecie Warschau w dystrykcie warszawskim. W 1943 liczba mieszkańców  Ożarowa (z Franciszkowem) wynosiła 3506 mieszkańców.
Po wojnie dokonano podziału Ożarowa: 
- zachodnia, zurbanizowana część wsi Ożarów z Franciszkowem utworzyła odrębną gromadę o nazwie Ożarów-Franciszków,
- niezurbanizowana, wschodnia część wsi Ożarów stanowiła nadal odrębną gromadę o nazwie Ożarów, także nazywaną Ożarowem-Wsią),
- parcele na północ i na południe od wsi Ożarów (obecne obręby ewidencyjne 2, 3, 4, 5, 6 i 10) utworzyły odrębną gromadę o nazwie Ożarów-Parcele.

1 lipca 1952 wszystkie te trzy gromady (należące do gminy Ożarów) włączono do nowo utworzonego powiatu pruszkowskiego w województwie warszawskim.
W związku z reformą administracyjną państwa jesienią 1954 zniesiono gminy, w tym gminę Ożarów. Dotychczasowe gromady Ożarów-Franciszków i Ożarów-Parcele a także enklawa dotychczasowej gromady Ożarów utworzyły nową gromadę Ożarów Franciszków w powiecie pruszkowskim (wiejski Ożarów wszedł w skład odrębnej gromady Ożarów).
1 stycznia 1957 gromadę Ożarów-Franciszków zniesiono w związku z nadaniem jej statusu osiedla, przez co zachodni Ożarów, Franciszków i Parcele stały się formalnie jednym organizmem osadniczym.
1 stycznia 1967 osiedle Ożarów-Franciszków otrzymało status miasta z równoczesną zmianą nazwy na Ożarów Mazowiecki, przez co Franciszków stał się obszarem miejskim.
Na uwagę zasługuje fakt, że wschodnia, wiejska część Ożarowa zachowała swoją odrębność względm Ożarowa Mazowieckiego aż do końca 2013 wieku (jako sołectwo Ożarów-Wieś o powierzchni 241,98 ha), kiedy to została włączona do Ożarowa Mazowieckiego z dniem 1 stycznia 2014.